# Giovanni Serrando
Giovanni Serando (Genova, 26 agosto 1921 – 1992) è stato un boccista italiano.
È stato tre volte campione del mondo nella specialità della pétanque a terne (1975, 1978, 1979), la prima volta in squadra con Salvatore Pau e Mario Carioli, le altre due con Antonio Napolitano e Franco Ferro.

## Palmarès
- Campionati mondiali: 3

1975, 1978, 1979